# 海蘭鎮區 (印第安納州格林縣)
海蘭鎮區（英語：Highland Township）是位於美國印地安納州格林縣的一個行政鎮區。

## 地方資料
根據2010年美國人口普查的數據，海蘭鎮區的面積為84.70平方千米，當中陸地面積為84.10平方千米，而水域面積為0.60平方千米。當地共有人口718人，而人口密度為每平方千米8.48人。